# سلطان کالیفرنیا
سلطان کالیفرنیا (به انگلیسی: King of California) یا شاه کالیفرنیا فیلمی محصول سال ۲۰۰۷ و به کارگردانی مایک کاهیل است. در این فیلم بازیگرانی همچون مایکل داگلاس، ایوان ریچل وود، ویل بروکس، آلیسن اشلی آرم، کاتلین ویلهویت و اشلی گرین ایفای نقش کرده‌اند.